# SPOT (супутник)

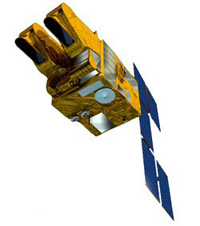
Супутник Spot-5

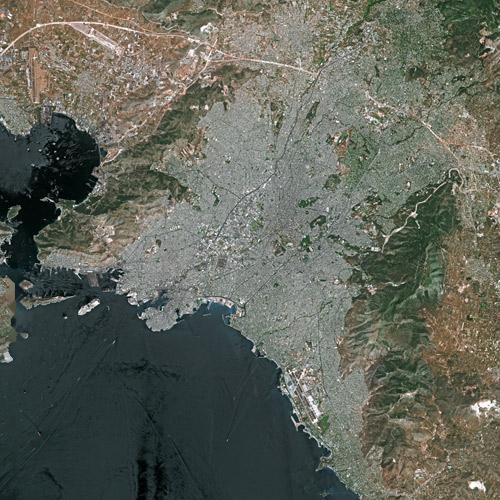
Афіни відзняти супутником SPOT 5 в 2002

SPOT (фр. Satellite Pour l’Observation de la Terre, дослівно "Супутник для спостереження за Землею") — комерційна система супутникового спостереження за Землею, що дозволяє отримувати знімки високої роздільної здатності із космосу. Нею керує компанія Spot Image, що знаходиться в місті Тулуза, Франція. Вона була започаткована CNES (Centre national d'études spatiales – французьким космічним агентством) в 1970-их і розроблялася у співпраці з SSTC (Бельгійський наукова, технічна і культурна служба) і Swedish National Space Board (SNSB). Його було розроблено для поширення знань про Землю і покращення управління шляхом дослідження земних ресурсів, виявлення і прогнозування явищ, що пов'язані з кліматологією і океанографією, моніторингу людської діяльності і природних явищ. До системи SPOT входить серія супутників і ресурси наземного керування для управління і програмування супутників, отримання та поширення зображень. Перші супутники запускалися за допомогою ракет Ariane 2, 3, і 4 Європейського космічного агентства, а супутники SPOT 6 і SPOT 7 запускали Індійською ракетою PSLV.
SPOT Image є маркетинговою організацією, що розповсюджує супутникові знімки високої роздільної здатності, які система SPOT може отримати у будь-якій точці Землі.
- SPOT 1 запущено 22 лютого 1986 із можливістю отримувати панхроматичні[en] зображення із роздільною здатністю в 10 метрів і 20 метрові мультиспектральні зображення. Не працює з 31 грудня 1990.
- SPOT 2 запущено 22 січня 1990 і покинув орбіту в липні 2009.
- SPOT 3 запущено 26 вересня 1993. Перестав функціонувати 14 листопада 1997.
- SPOT 4 запущено 24 березня 1998. Перестав функціонувати в липні 2013.
- SPOT 5 запущено 4 травня 2002 і роздільною здатністю 2.5 м, 5 м і 10 м. Перестав функціонувати 31 березня 2015.
- SPOT 6 запущено 9 вересня 2012.
- SPOT 7 запущено 30 червня 2014.

## Орбіта системи SPOT
Орбіта SPOT системи є полярною, круговою, Сонячно-синхронною, і фазована. Нахил площини орбіти в поєднанні із обертанням Землі довкола полярної осі дозволяє супутнику пролетіти над будь-якою точкою Землі кожні 26 днів. Висота орбіти становить 832 км, нахил в 98.7°, а супутники здійснюють 14 + 5/26 обертів на день.